# Système anti-blocage des roues
« ABS » redirige ici. Pour les autres significations, voir ABS (homonymie).
Le système anti-blocage des roues, plus connu sous le sigle ABS (de l'allemand : Antiblockiersystem), est un système d'assistance au freinage utilisé sur les véhicules roulants, limitant le blocage des roues, et donc le dérapage , pendant les périodes de freinage intense. Fonction secondaire dans le système de contrôle de traction, elle est utilisée sur les avions (lors de l'atterrissage), sur les véhicules automobiles ou motocyclettes, où elle fait de plus en plus partie de l'équipement standard, et sur les trains (appelé anti-enrayeur). D'autres termes sont également utilisés ou recommandés comme « antiblocage de sécurité », « système de freinage anti-blocage », « freins anti-blocage, », ou « système d'antiblocage de roues ».

Témoin d'avertissement du système anti-blocage des roues sur le tableau de bord.

## Historique

### La genèse
En 1908, le Britannique J.E. Francis présente un système d'anti-enrayage pour véhicules ferroviaires.
Dans les années 1920, Gabriel Voisin, pionnier français de l'automobile et de l'aviation, adapte un système d'antiblocage à fonctionnement hydraulique ; ce système permet aux avions d'atterrir sans dérapage sur leurs couloirs, ce qui n'était pas le cas du système de freinage mécanique utilisé précédemment.
En 1928, l'Allemand Karl Wessel obtient une licence pour un dispositif de freinage d'urgence pour l'automobile, mais ses travaux ne dépassent pas le stade de l'étude.
En 1936 naît l'idée du système de freinage ABS avec Bosch qui rachète un brevet d'invention et commence à travailler sur un tel dispositif.

### Années 1960
Dans les années 1960 les travaux de recherche et développement pour des applications de l'ABS à l'automobile redémarrent à Heidelberg dans la société Teldix (contraction de Telefunken et Bendix, les deux sociétés partenaires du projet). En 1966, la première voiture pourvue d'un ABS mécanique est la Jensen FF équipée d'un ABS de type Dunlop-Maxaret. La société Bendix qui cherchait à commercialiser ce dispositif avait fait réaliser un film de promotion. Le réalisateur en était Claude Lelouch, le présentateur Michel Drucker et le cascadeur n'était autre que Rémy Julienne. Le film titré L'Arrêt explique comment l'homme montant un cheval à cru sans rênes, parvient à stopper celui-ci[réf. nécessaire].
En 1969, la première génération d'un système antiblocage contrôlé électroniquement est présentée au Salon de l'automobile de Francfort (Internationale Automobil-Ausstellung ou IAA) par la compagnie américaine ITT Automotives qui avait racheté Alfred Teves GmbH,. Et c'est dans cette version du système que la vitesse d'enfoncement de la pédale de frein est mesurée et indique un freinage d'urgence probable.

### Années 1970
En 1970, la Citroën SM a failli être équipée d'un ABS Teldix, mais les difficultés financières d'Automobiles Citroën et le premier choc pétrolier ont eu raison du projet d'application[réf. nécessaire]. Ce dispositif comprenait environ 1 000 composants analogiques, était très lourd et lent dans son fonctionnement. Grâce à la technologie numérique, la quantité de pièces a pu être réduite à 140 composants et a facilité une production du système en série.
En 1973, l'Allemand Bosch prend une participation de 50 % dans Teldix GmbH, une entreprise d'électronique, pour finaliser l'élaboration d'un système de freinage antiblocage à gestion électronique.
En 1977 , le Laboratoire public de sécurité routière  britannique, le TRRL (Transport Research Laboratory) qui sera fermé et démantelé par le gouvernement Thatcher au début des années 80 étudie l'application d'un système antiblocage pour motos où son utilité est encore plus cruciale que sur un véhicule à 4 roues (Un blocage de roue avant est irrattrapable pour qui n'est pas un pilote de compétition hautement entraîné et se traduit presque fatalement par une chute).
Les essais sont réalisés sur une Norton Commando 850 machine, puissante, "coupleuse", et parfois brutale, équipée de frein à disque à l'avant. Les modules électroniques  sont dus à la société britannique  Mullards. La machine est équipée de skis anti-chute et les résultats présentés à la presse moto internationale (dont un envoyé spécial de Moto-Journal) sont plus qu'encourageants, avec des retours presse enthousiastes, la machine restant contrôlable en cas de freinage sur une route mouillée, gravillonneuse, verglacée ou couverte d'huile. Toutefois l'électronique de l'époque n'est pas 100% fiable (une panne a lieu en pleins essais officiels) et le système est trop cher à industrialiser en grande série. Ces essais seront repris dans les années 80 par la société allemande BMW.
En 1978, Bosch commercialise son ABS électronique (ABS2) et en même temps créé une marque déposée. Les autres équipementiers et constructeurs utiliseront le terme ABV (Automatischer Blockierverhinderer). Les premiers véhicules équipés (en option) sont les modèles allemands : Mercedes classe S en octobre, et BMW série 7 en décembre.

### Années 1980

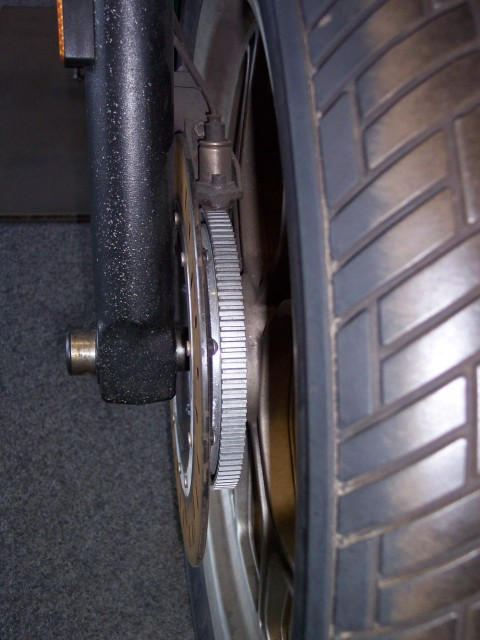
Le mécanisme d'ABS sur une moto BMW K 75 (couronne dentée et son capteur entre le disque et la jante)

En 1985, la Ford Scorpio est le premier véhicule à en être équipé de série.
En 1986, à la demande de PSA, à qui Bosch refuse de livrer les volumes d'ABS nécessaires à sa stratégie d'équipement au profit des constructeurs allemands, Bendix recommence le développement d'un système ABS qui est monté sur la Peugeot 405 Mi16, puis étendu aux 605 et Citroën XM. Renault fut également client de ce système avec la R19. Ces produits ont été fabriqués à Drancy. Compte tenu des développements commerciaux, un deuxième site de production situé à Moulins, dans l'Allier, fut équipé de lignes d'usinage et de montage à partir de 1992. Ce site produisit des systèmes Mécatronic 2 puis 3 pour la Ford Mondeo.
En 1988, La BMW K 1 est la première moto vendue dans le commerce à en être dotée, en option, d'un système du fournisseur FAG Kugelfischer qui coûtait 1 980 DM.

### Années 1990
En 1996, Bosch se porte acquéreur de l'activité de freinage de Bendix devenu entretemps AlliedSignal. Cet achat comprenait l'activité ABS d'AlliedSignal. Bien que disposant d'une usine importante en Europe, Bosch décide néanmoins de poursuivre la production d'ABS à Moulins compte tenu des performances de cette usine et lance, en septembre 1997, la production d'ABS 5.3 à destination des constructeurs français et italiens.

### Années 2000
En 2003, Daimler-Benz a développé le système, appelé « BAS Plus », en lui couplant un radar de régulation de distance. L'objectif était d'éviter les collisions par l'arrière ou tout au moins d'en diminuer la vitesse d'impact. Si le véhicule suiveur en est aussi équipé, la distance et la vitesse de rapprochement des deux véhicules sont constamment mesurées. En cas de vitesse différentielle trop élevée, une alarme visuelle est déclenchée et la moindre action sur les freins active le freinage d'urgence assisté.
En 2004, l'usine Biria située à Neukirch/Lausitz près de Heidelberg en Allemagne monte le premier système ABS sur une bicyclette.
Depuis 2004, la législation européenne impose l'équipement ABS en série à l'ensemble des nouvelles voitures commercialisées dans l'Union.[réf. souhaitée]
En 2005, le système « BAS Plus » équipe le modèle Mercedes-Benz Classe S W221.

## Principe de fonctionnement

Schéma synoptique d'un système électro-hydraulique d'ABS additionnel automobile.

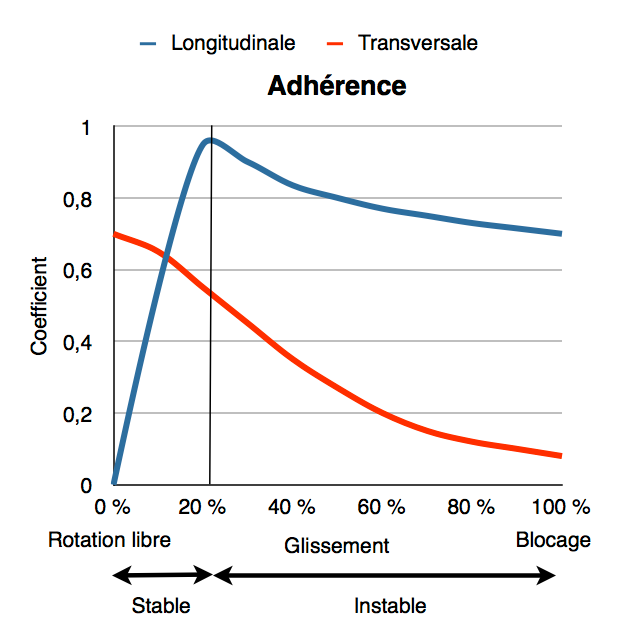
Coefficients d'adhérence longitudinale et transversale en fonction du glissement.

Le système ABS est constitué d'un capteur de vitesse pour chaque roue, d'un calculateur électronique et d'un système de régulation hydraulique de la pression de freinage. Lors d'un freinage d'urgence, si le système détecte le blocage d'une roue, cela signifie que la pression de freinage est trop forte compte tenu de l'adhérence disponible. Le système va alors pomper[Comment ?] le liquide de freins des deux circuits de freinage vers le maître-cylindre de façon à baisser la pression jusqu'à ce que la roue soit débloquée. Dès lors que la roue retrouve de l'adhérence, la pression de freinage est à nouveau augmentée de façon à optimiser la performance du freinage. Par conséquent, le système régule la pression de freinage autour du point de blocage de la roue par une succession rapide de blocages/déblocages. Le système fonctionne par impulsions, chose que l'on ressent en général à la pédale de frein qui se met à vibrer au rythme des variations de pression du circuit de freinage.
L'ABS a été conçu à l'origine pour aider le conducteur à conserver la maîtrise de son véhicule, dans le cas d'un freinage dans des conditions d'adhérence précaire (pluie, neige, verglas, gravier, etc.). Celui-ci permet de conserver la directivité du véhicule afin d'effectuer une manœuvre d'évitement éventuelle, tout en optimisant la distance de freinage, celle-ci augmentant considérablement lorsque les roues se bloquent et que les pneumatiques glissent sur la chaussée.
Le glissement est défini comme l'écart (exprimé en pourcentage) entre la vitesse {\displaystyle V} du véhicule et la vitesse (linéaire donc en m/s) d'un point de la roue situé à la distance {\displaystyle R} du centre de la roue concernée :
{\displaystyle glissement(\%)={\frac {V-R\omega }{V}}*100} avec {\displaystyle \omega } la vitesse angulaire (en rad/s) de ce point.
Lorsque la roue tourne librement, le glissement est égal à zéro, mais lorsque la roue est bloquée, le glissement est égal à 100 % tant qu'il y a adhérence entre la chaussée et le pneumatique. Le coefficient d'adhérence longitudinale est maximal pour un glissement d'environ 20 %car au-delà l'adhérence devient instable et conduit rapidement à un blocage de la roue. Le coefficient d'adhérence transversale est maximal pour un glissement nul. Au-delà de 20 % de glissement, il diminue rapidement pour devenir pratiquement nul lorsque la roue est bloquée. Ainsi, pour conserver la directivité du véhicule et optimiser la distance de freinage, il convient de réguler le glissement entre 5 et 20 %, c'est le rôle du système ABS.

## Complément de l'ABS: l'aide au freinage d'urgence
Sur les véhicules récents, un système d'AFU (pour aide au freinage d'urgence) complète le système ABS en compensant le manque de réactivité du conducteur. Ce système détecte un changement anormalement rapide de la pédale d'accélérateur à la pédale de frein ainsi qu'une attaque rapide de la pédale de frein pour déclencher et maintenir le freinage à pleine puissance du véhicule, et ce même si le conducteur surpris par les pulsations de la pédale de frein (inhérentes au fonctionnement du système ABS) réduit la pression sur la pédale.

## Diffusion
Le système est devenu standard sur certains marchés comme le marché européen ou le marché américain.
En Inde, en 2020, 30 % des voitures de tourisme sont équipées d'ABS. Les composants ABS sont principalement importés des États-Unis, du Japon, d'Italie, d'Allemagne, et de France.